# Max Fanta
Max Fanta (* 2. Februar 1858 in Libochovice; † 3. August 1925 in Prag) war ein tschechischer Apotheker. Er erfand die nach ihm benannte Fantaschale.

## Leben

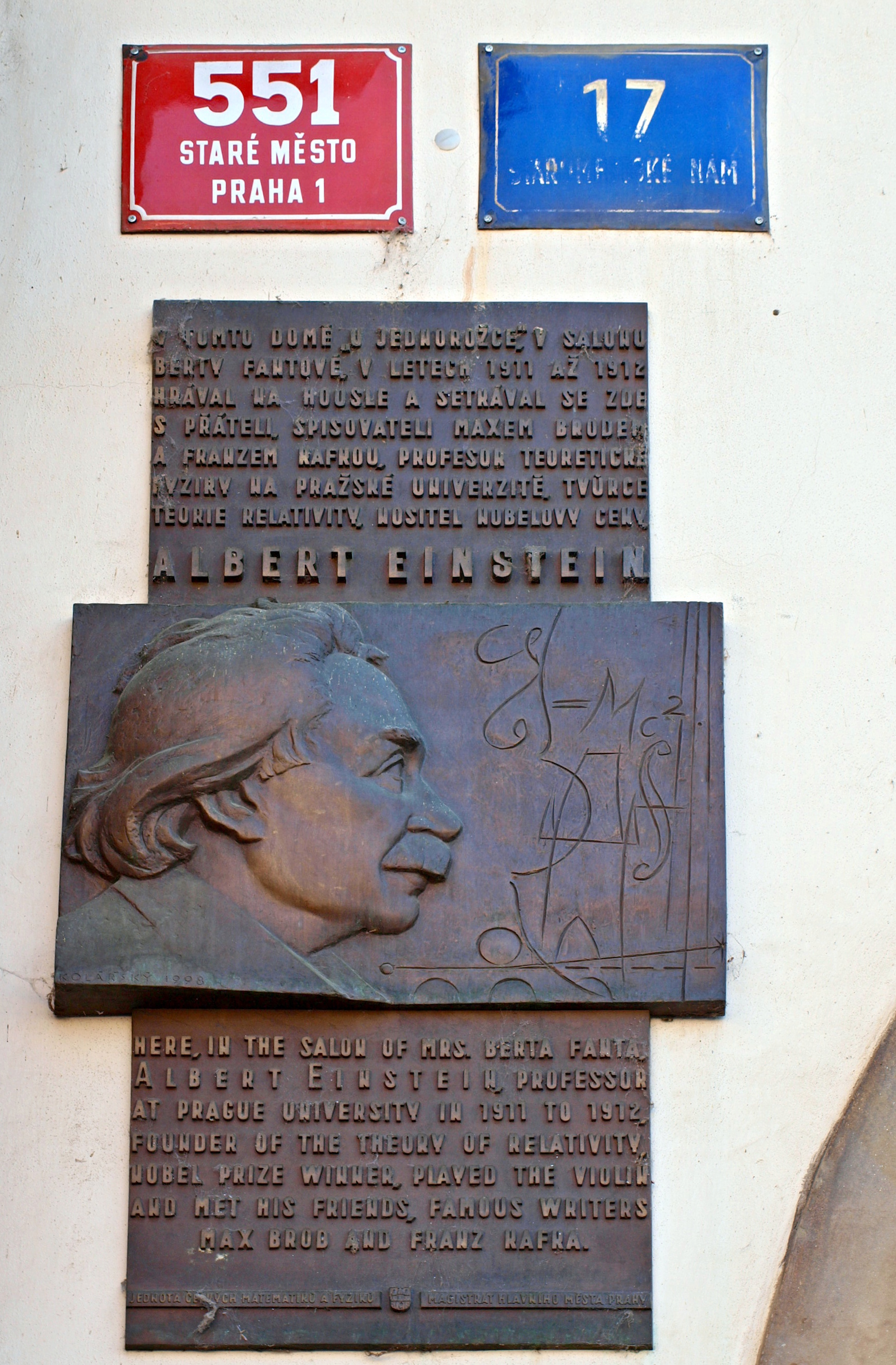
Albert Einstein auf einer Gedenktafel am ehemaligen Haus Fanta.

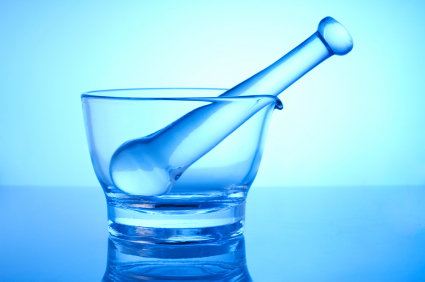
Moderne Fantaschale aus Glas.

Max Fanta heiratete 1884 Berta Sohr, die aus einer wohlhabenden jüdischen Familie stammte. Die Mutter Emilie Sohr kaufte dem Paar in Prag das Haus „Zum Einhorn“ am Altstädter Ring, in dem auch eine Apotheke beheimatet war. Im Haus Fanta kamen die Kinder Else (* 28. Juli 1886; † 1969 in Jerusalem) und Otto (1890–1940) zur Welt. Außerdem finanzierte die Schwiegermutter den Familien ihrer Töchter Berta und Ida ein Sommerhaus im Vorort Podbaba.
Ab 1903 war Franz Kafka durch Vermittlung von Felix Weltsch häufig Gast im Hause Fanta. Der Hausherr soll bei diesen Treffen jedoch oft geistesabwesend und schweigend gewesen sein.  Tochter Else heiratete 1908 Samuel Hugo Bergman, einen Schulfreund von Kafka. 1911 und 1912 spielte Albert Einstein im Hause Fanta Violine und traf dort auf Kafka und Max Brod, wovon heute eine Gedenktafel zeugt.
Zur einfacheren Herstellung von Salben und Cremes konstruierte Max Fanta die nach ihm benannte Fantaschale, die noch heute Verwendung findet. Aufgrund möglicher Kreuzkontamination von Arzneistoffen werden Schalen aus Melaminharz zunehmend durch Exemplare aus Edelstahl oder Glas verdrängt. Diese „neuartige Salben-Reibschale für die Receptur“ wurde 1903 in Prag geschützt. 1904 wurden in der Vierteljahresschrift für praktische Pharmazie des Deutschen Apotheker-Vereins sowohl die Fantaschale als auch Fantas sterilisierte Salzgemischlösung Serum anorganicum Truneček zur subkutanen Anwendung bei Arteriosklerose vorgestellt.
Vom Kafka-Biografen Nicholas Murray wurde Fanta als einer der führenden Pharmazeuten in Prag bezeichnet.